# بطن چهارم

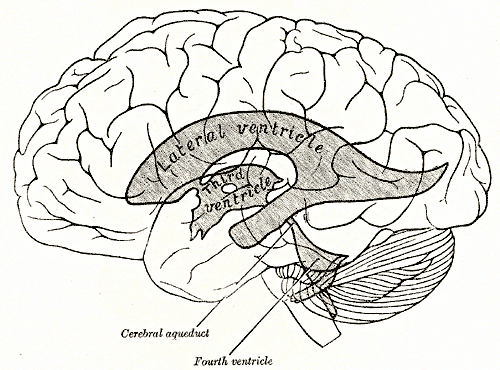
طرح نشان‌دهندهٔ روابط بطن با سطح مغز

قسمت اتساع یافتهٔ مجرای مرکزی مغز عقبی را بطن چهارم (به انگلیسی: fourth ventricle) می‌نامند. بطن چهارم در جلو به وسیلهٔ پل مغزی و بصل النخاع و در عقب توسط مخچه محدود می‌شود. بطن چهارم از طرف بالا به وسیلهٔ مجرای مغزی (cerebral aqueduct) با بطن سوم و از طرف پایین توسط سوراخی با مجرای مرکزی بصل النخاع مربوط می‌گردد، بطن چهارم از چپ و راست به وسیلهٔ یک سوراخ طرفی به نام سوراخ لوشکا و همین‌طور از طرف عقب و پایین توسط یک سوراخ میانی به اسم ماژندی به فضای زیر آراکنوئید متصل می‌شود.
بطن چهارم در حقیقت حفره‌ای لوزی شکل در مغز خلفی می‌باشد، که مابین بصل النخاع و پل مغزی در جلو، و مخچه در عقب قرار گرفته است. بطن چهارم در زوایهٔ فوقانی توسط مجرای مغزی سیلویوس (cerebral aqueduct) در ارتباط با بطن سوم مغزی و در زوایهٔ تحتانی در امتداد و ارتباط با مجرای مرکزی بصل النخاع می‌باشد. همچنین بطن چهارم توسط سوراخ‌های ماژندی و لوشکا با فضای زیر عنکبوتیه یا سیسترن ماگنا (cistern magna) در ارتباط می‌باشد. سوراخ ماژندی در خط وسط سقف بطن چهار و دو عدد سوراخ لوشکا در طرفین این سقف قرار دارند. بطن چهارم دارای یک سطح جلویی، یک سطح عقبی، چهار کنار و چهار زاویه است. نظر به این که بطن چهارم با واسطهٔ پل و مدولا بر روی ناودان افقی بازیلار استخوان پس سری (occipital) قرار دارد، بنابراین سطح جلوی بطن چهارم را کف و سطح عقبی آن را سقف می‌نامند.
بطن چهارم یکی از بطن‌های مغزی است که همانند بطن‌های طرفی و بطن سوم حاوی مایع مغزی-نخاعی بوده که این مایع توسط شبکه کوروئیدی هر یک از بطن‌ها ترشح می‌گردد. این بطن لوزی شکل بوده که در مغز خلفی قرار دارد. بطن چهارم از طریق یک سوراخ ماژندی و دو سوراخ لوشکا، با فضای زیر عنکبوتیه ارتباط دارد. بیشتر مایع مغزی-نخاعی از این سوراخ‌ها به فضای زیر عنکبوتیه منتقل می‌شود، ولی مقدار کمتری از مایع مغزی-نخاعی به مجرای اپاندیم (مجرای مرکزی طناب نخاعی) جریان می‌یابد. انسداد در بطن‌های مغزی باعث تجمع مایع مغزی-نخاعی در بطن‌ها می‌گردد که نتیجه آن هیدروسفالی است.

## مسیر مایع مغزی-نخاعی
جریان مایع مغزی-نخاعی از بطن‌های طرفی به بطن سوم و سپس بطن چهارم است. بطن طرفی از طریق مجرای مونرو با بطن سوم ارتباط دارد. مایع مغزی-نخاعی از مجرای سیلویوس (مجرای مغزی) به بطن چهارم انتقال می‌یابد. در نهایت این مایع بوسیله سه سوراخ بطن چهارم (دو سوراخ لوشکا و یک سوراخ ماژندی) که در سقف بطن چهارم قرار دارند به فضای زیر عنکبوتیه در تمام قسمت‌های دستگاه عصبی مرکزی می‌رود.

## نگارخانه

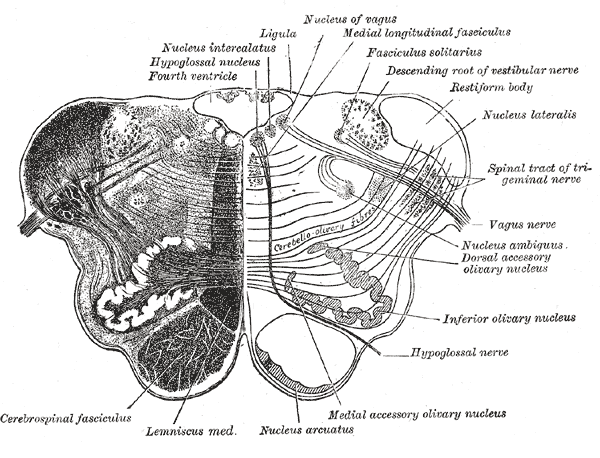
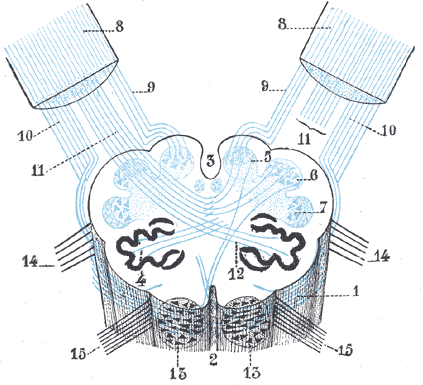
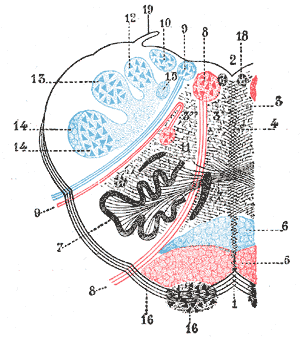
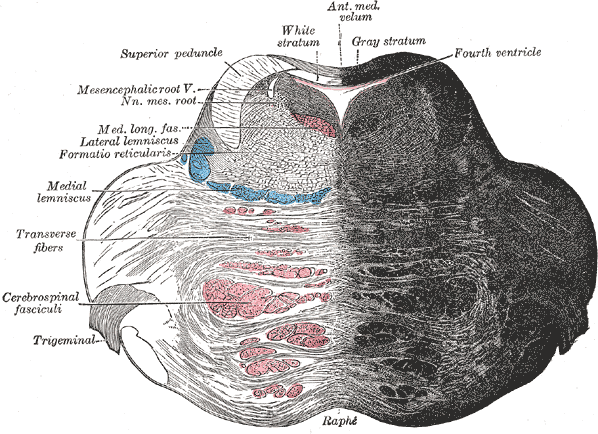
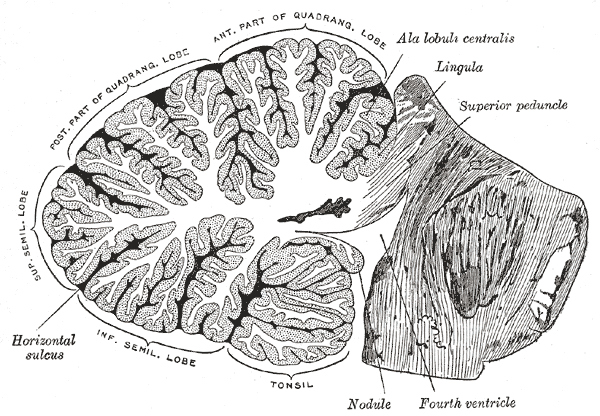
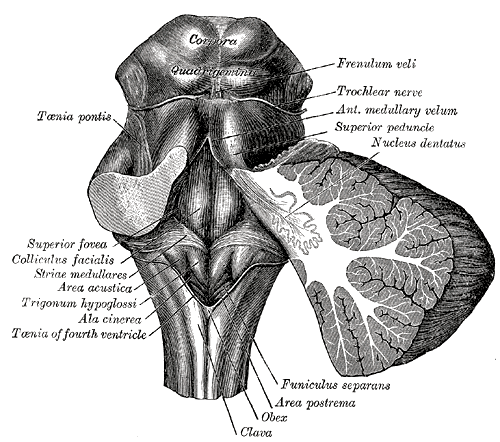
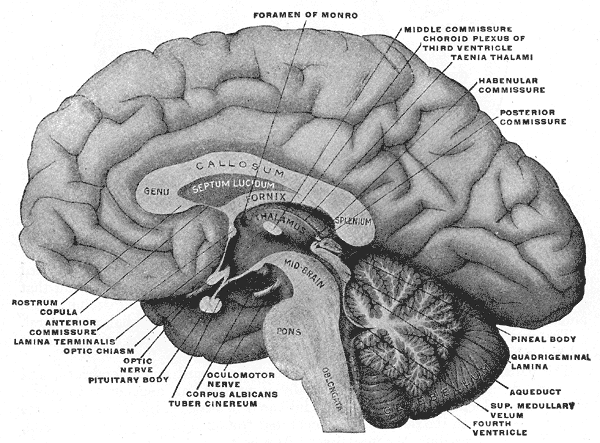
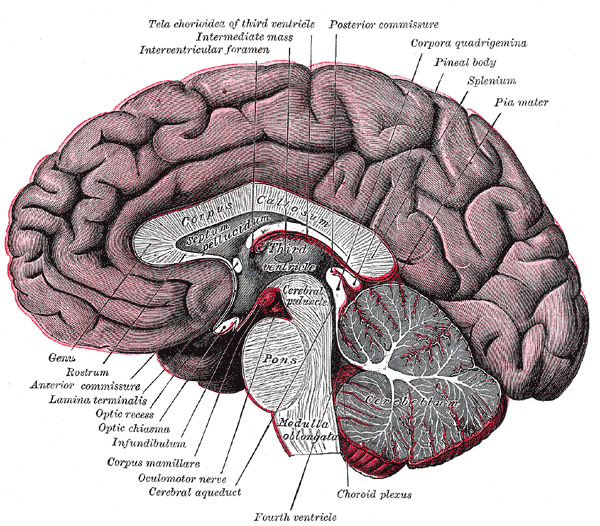
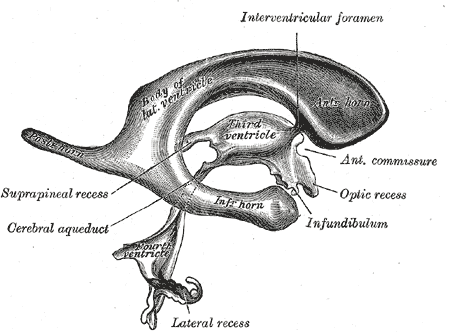
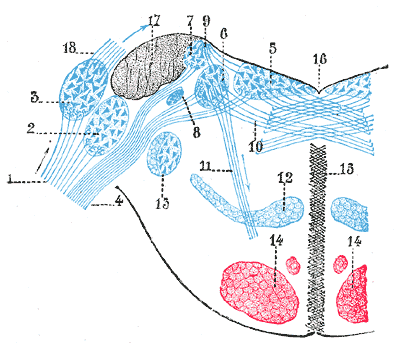
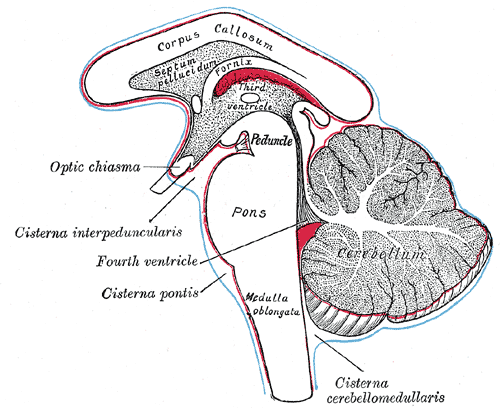
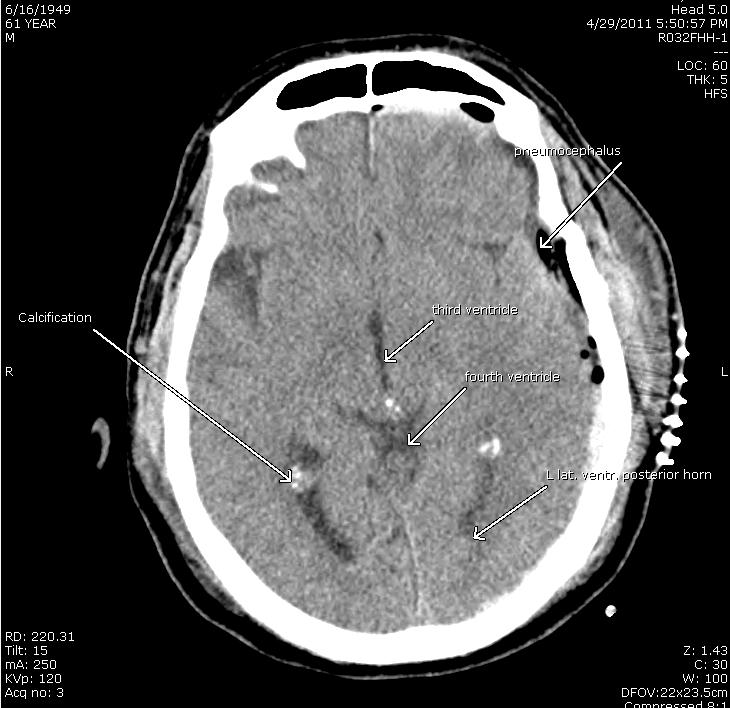
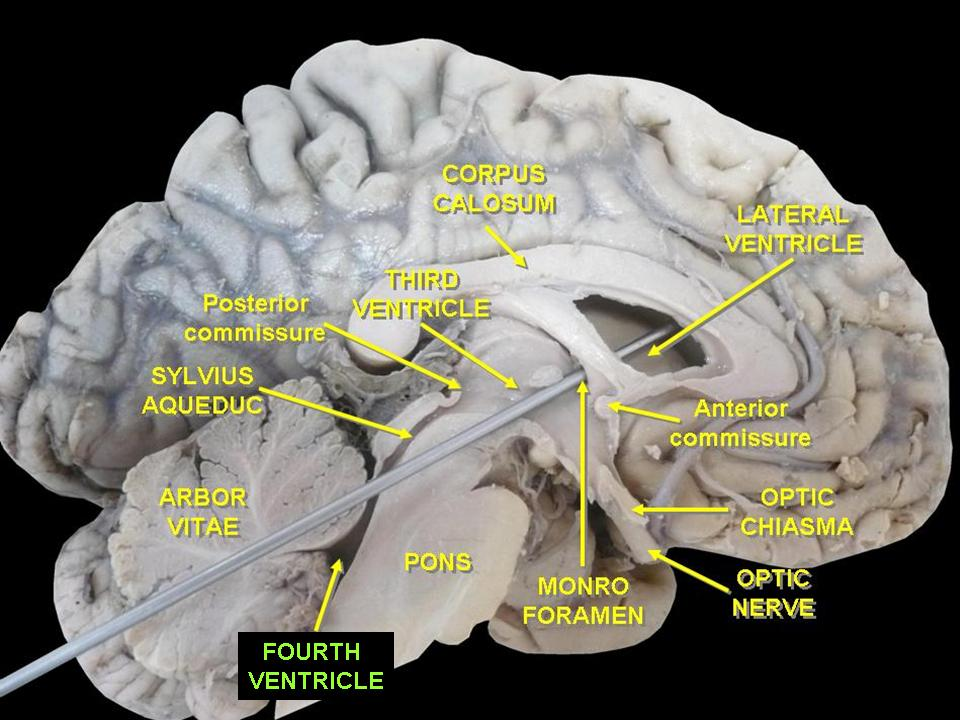